# Marquesat de Menas Albas
.

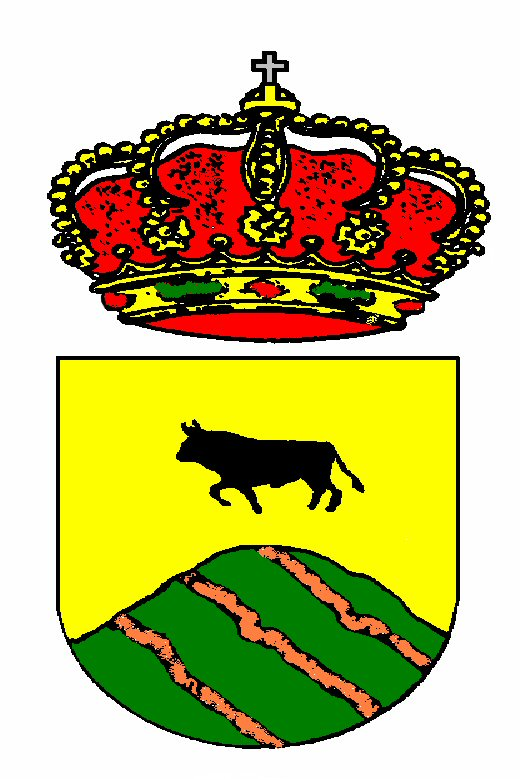
Escut de Menasalbas, província de Toledo

El Marquesat de Menas Albas és un títol nobiliari atorgat el 5 de març de 1666 pel rei Carles II a favor de Juan Francisco Pacheco y Fernández de Velasco, III comte de la Puebla de Montalbán, per als primogènits de la seva Casa.
Aquest títol va ser rehabilitat pel rei Alfons XIII en 1922 a favor de María de las Mercedes de Martorell y Téllez-Girón, filla de Ricardo Martorell y de Fivaller, V duc d'Almenara Alta, V marquès d'Albranca, i de la seva esposa Ángela María Téllez-Girón y Fernández de Córdoba.
La seva denominació fa referència a la localitat de Menasalbas. (província de Toledo).

## Marquesos de Menas Albas
|                             | Titular                                                    | Període               |
| Creació per Carles II       | Creació per Carles II                                      | Creació per Carles II |
| --------------------------- | ---------------------------------------------------------- | --------------------- |
| I                           | Juan Francisco Pacheco Téllez-Girón y Fernández de Velasco | 1666-1718             |
| II                          | Manuel Gaspar Alonso Gómez de Sandoval                     | 1718-1732             |
| III                         | Francisco Javier Pacheco Téllez-Girón                      | 1732-1750             |
| IV                          | Andrés Manuel Alonso Pacheco Téllez-Girón y Toledo         | 1750-1789             |
| V                           | Diego Pacheco Téllez-Girón Gómez de Sandoval               | 1789-1811             |
| VI                          | Bernardino Fernández de Velasco Pacheco y Téllez-Girón     | 1811-1851             |
| Rehabilitat per Alfons XIII |                                                            |                       |
| VII                         | María de las Mercedes de Martorell y Téllez-Girón          | 1922-                 |
| VIII                        | Ricard Squella Martorell                                   | 1982-1993             |
| IX                          | María de las Mercedes de Squella y Duque de Estrada        | 1994-actual titular   |

## Història dels Marquesos de Menas Albas
- Juan Francisco Pacheco Téllez-Girón y Fernández de Velasco (1649-1718), I marquès de Menas Albas, III comte de la Puebla de Montalbán.

1. Casat amb Isabel María Gómez de Sandoval y Girón, IV duquessa d'Uceda, IV marquesa de Belmonte. El succeí el seu fill:

- Manuel Gaspar Alonso Gómez de Sandoval Téllez-Girón (1676-1732), II marquès de Menas Albas, IV comte de la Puebla de Montalbán, V duc d'Uceda, V marquès de Belmonte.

1. Casat amb Josefa de Toledo y Portugal, filla de Manuel Joaquín Garcí-Álvarez de Toledo y Portugal, VIII comte d'Oropesa, etc. El succeí el seu fill:

- Francisco Javier Pacheco Téllez-Girón (1704-1750), III marquès de Menas Albas, V comte de la Puebla de Montalbán, VI duc d'Uceda, VI marquès de Belmonte.

1. Casat amb la seva tia, María Lucía Téllez-Girón y Fernández de Velasco, VIII marquesa de Frómista, VI marquesa de Caracena, VI comtessa de Pinto, XI marquesa de Berlanga, marquesa de Toral, filla del VI duc d'Osuna. El succeí el seu fill:

- Andrés Manuel Alonso Pacheco Téllez-Girón y Toledo (1728-1789), IV marquès de Menas Albas, VI comte de la Puebla de Montalbán, VII duc d'Uceda, VII marquès de Belmonte, IX marquès de Frómista, VII marquès de Caracena, XII marquès de Berlanga.

1. Casat amb María de la Portería Fernández de Velasco, IX comtessa de Peñaranda de Bracamonte, VI vescomtessa de Sauquillo, filla de Bernardino Fernández de Velasco y Pimentel, XI duc de Frías, etc. El succeí el seu fill:

- Diego Antonio Fernández de Velasco López Pacheco y Téllez-Girón (1754-1811), V marquès de Menas Albas, VII comte de la Puebla de Montalbán, VIII duc d'Uceda, XIII duc de Fías, XIII duc d' Escalona, X marquès de Frómista, VIII marquès de Belmonte, VIII marquès de Caracena, XIII marquès de Berlanga, VII marquès de Toral, VI marquès de Cilleruelo, X marquès de Jarandilla, XIII marquès de Villena, VIII comte de Pinto, VII marquès del Fresno, XI marquès de Frechilla y Villarramiel, X marquès del Villar de Grajanejos, XV comte d'Haro, XVII comte de Castilnovo, XVIII comte d'Alba de Liste, X comte de Peñaranda de Bracamonte, XVIII comte de Luna, XVI comte de Fuensalida, IX comte de Colmenar, XV comte d'Oropesa, XIV comte d'Alcaudete, XIV comte de Deleytosa, comte de Salazar de Velasco.

1. Casat amb Francisca de Paula de Benavides y Fernández de Córdoba, filla d'Antonio de Benavides y de la Cueva II duc de Santisteban del Puerto, etc. El succeí el seu fill:

- Bernardino Fernández de Velasco Pacheco y Téllez-Girón (1783-1851), VI marquès de Menas Albas, VIII comte de la Puebla de Montalbán, IX duc de Uceda, XIV duc de Frías, XIV duc d'Escalona, IX marquès de Belmonte, XI marquès de Frómista, IX marquès de Caracena, XIV marquès de Berlanga, VIII marquès de Toral, VII marquès de Cilleruelo, XIV marquès de Villena, IX comte de Pinto, VIII marquès del Fresno, XIV marquès de Jarandilla, XII marquès de Frechilla y Villarramiel, XI marquès del Villar de Grajanejos, XVI comte d'Haro, XVIII comte de Castilnovo, comte de Salazar de Velasco, XIX comte d'Alba de Liste, XI comte de Peñaranda de Bracamonte, comte de Luna, XVII comte de Fuensalida, X comte de Colmenar, XVI comte d'Oropesa, XV comte d'Alcaudete, XIX comte de Deleytosa, comte de Villaflor.

1. Casat amb María Ana Teresa de Silva Bazán y Waldstein, filla de José Joaquín de Silva Bazán y Sarmiento, IX marquès de Santa Cruz de Mudela, X marquès del Viso, marquès de Bayona, VI marquès d'Arcicóllar, comte de Montauto, i comte de Pie de Concha. Sense descendents d'aquest matrimoni.
2. Casat amb María de la Piedad Roca de Togores y Valcárcel, filla de Juan Nepomuceno Roca de Togores y Scorcia, I comte de Pinohermoso, XIII baró de Riudoms.
3. Casat (en matrimoni desigual, post festam, legitimant la unió de fet), amb Ana Jaspe y Macías.

Rehabilitat en 1922 por:
- María de las Mercedes de Martorell y Téllez-Girón (n. en 1895), VII marquesa de Menas Albas.

1. Casada amb Gabriel Squella y Rossinyol de Zagranada. La succeí, en 1982, el seu fill:

- Ricardo de Squella y Martorell (1927-1993), VIII marquès de Menas Albas, XIII marquès de Terranova.

1. Casat amb Consuelo Duque de Estrada y Martorell. El succeí, en 1994, la seva filla:

- María de las Mercedes de Squella y Duque de Estrada, IX marquesa de Menas Albas.

1. Casada amb Ignacio Gil-Robles y Gil-Delgado.